# Neptunusbrunnen

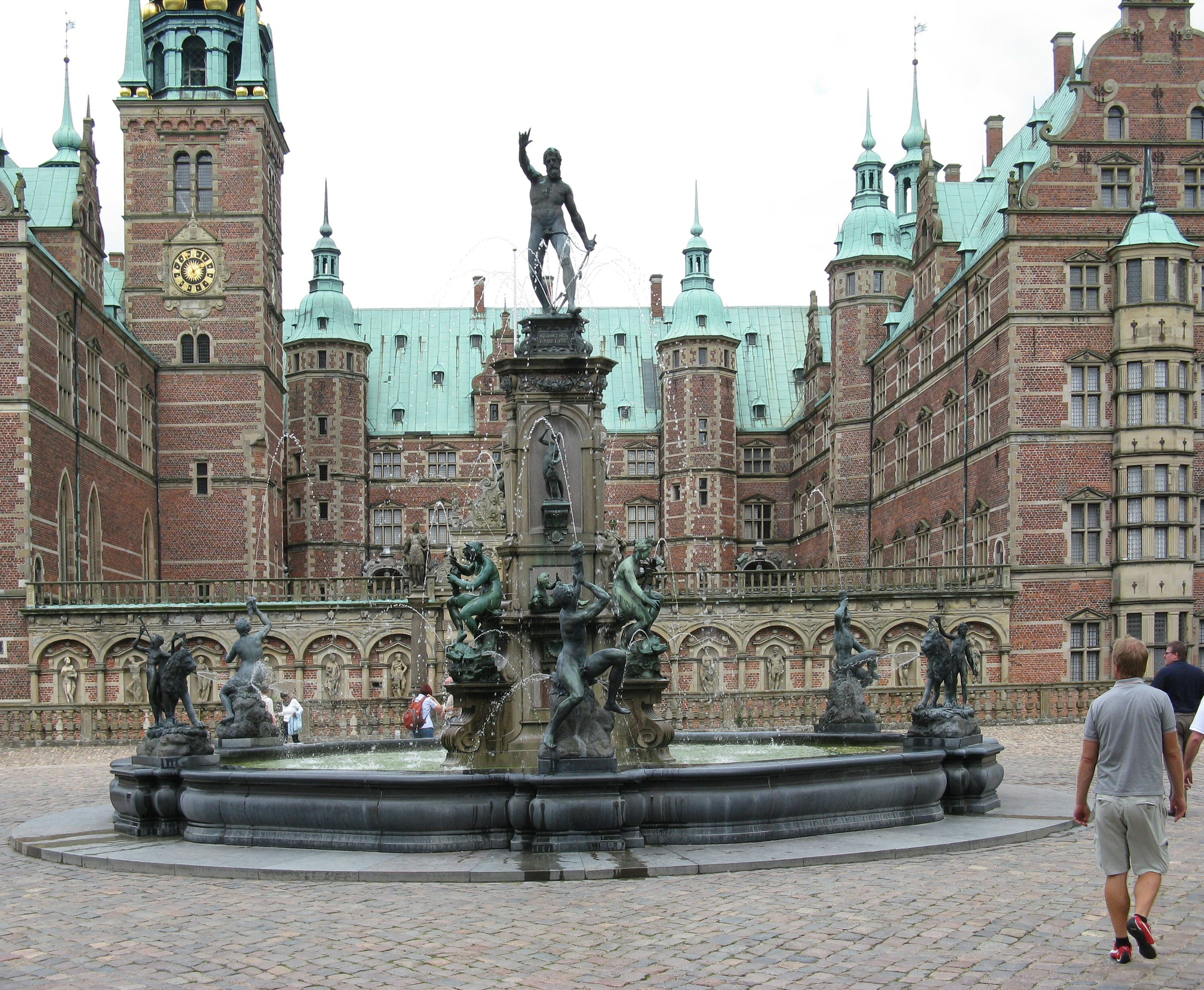
Nepunusfontänen på Frederiksborgs slott.

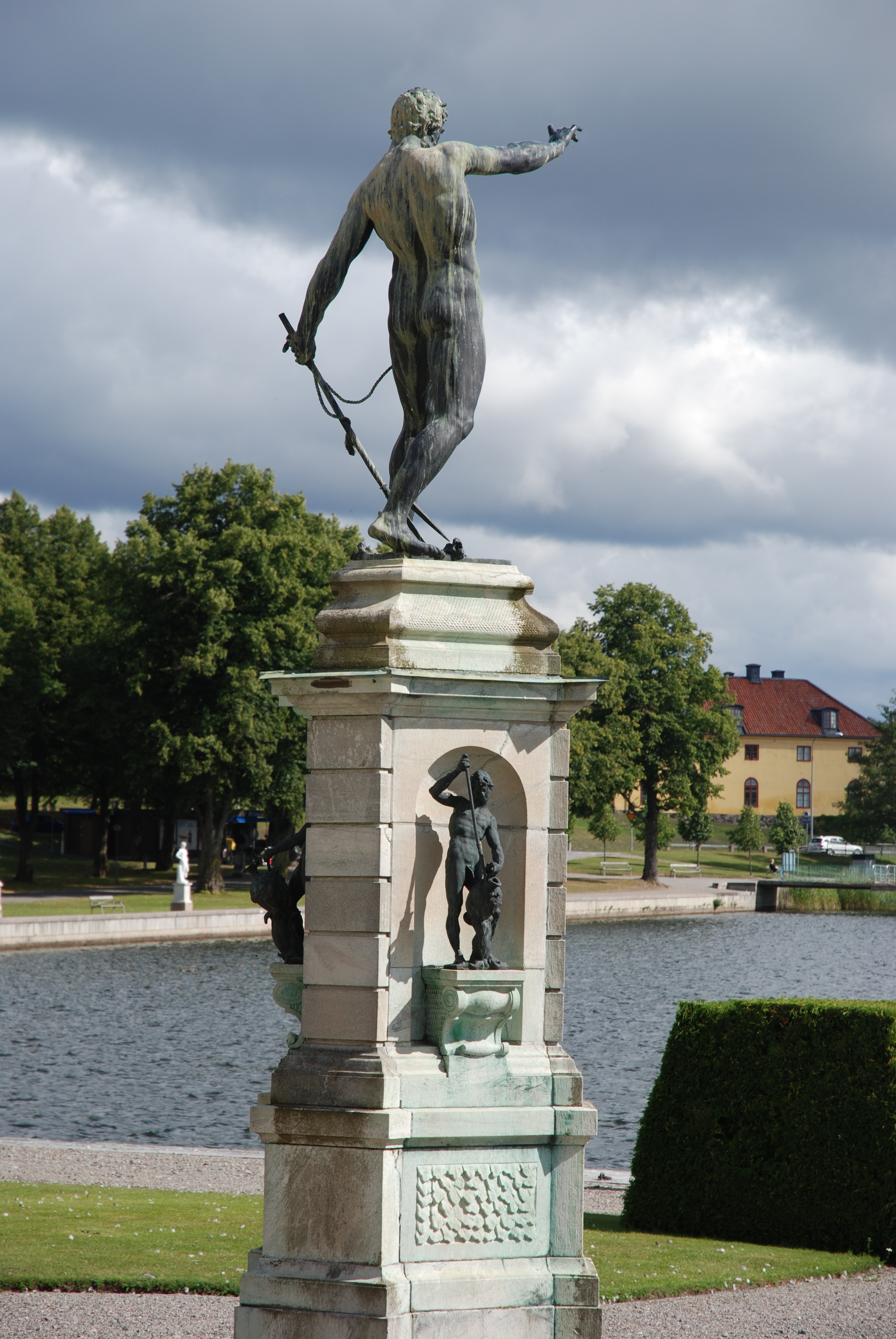
Neptunus med treudd, sjöparterren på Drottningholms slott.

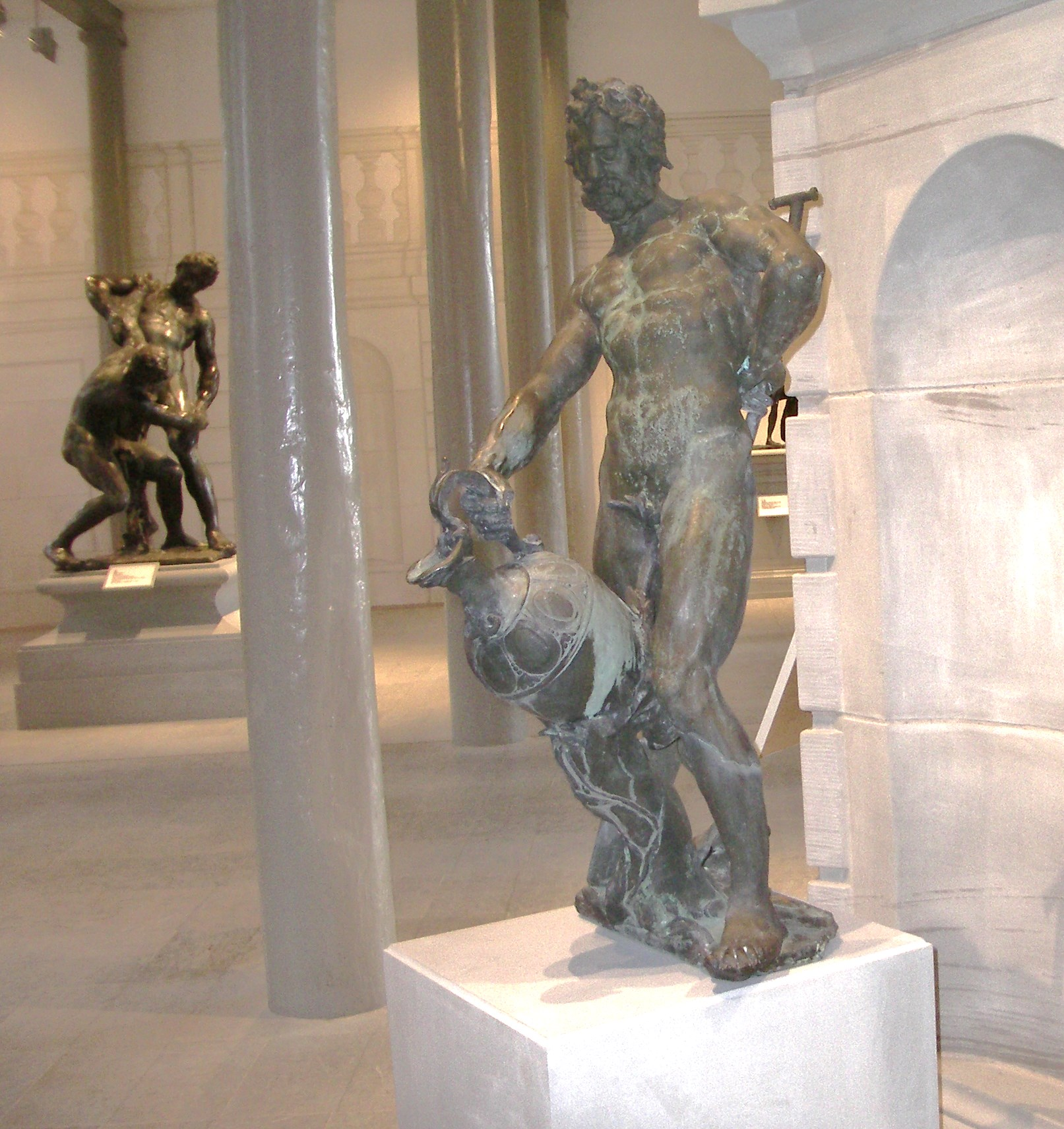
Den medelålders flodguden, med urna. Bilden är av originalet, i Museum de Vries nära Drottningholms slott utanför Stockholm.

Neptunusbrunnen är en fontän av Adriaen de Vries på Frederiksborgs slott i Hillerød i Danmark.
Den danske kungen Kristian IV beställde år 1616 totalt 16 skulpturer av Adriaen de Vries i Prag för en fontän på den yttre borggården till det nyanlagda Frederiksborgs slott. Kristian IV önskade att med brunnen i allegorisk form hylla sig själv och Danmark som härskare över Östersjön. Han hade varit framgångsrik i Kalmarkriget 1611-1613 mot Sverige och år 1613 ingått den för Danmark fördelaktiga freden i Knäred. En skulptur av havets gud Neptunus signalerade Danmarks starka ställning på Östersjön. På brunnen fanns vidare tre exemplar av Stående flodgud med urna med flodguden framställd i tre olika åldrar, tre skulpturer Najad på delfin, samt amoriner och tritoner. Skulpturerna levererades till Danmark 1620 och fontänen blev klar omkring 1624.
Bassängen var sexkantig, troligen med en diameter av drygt tio meter, och utförd i svart polerad marmor. På de utskjutande hörnen fanns sittande tritoner blåsande i trumpetsnäckor, omväxlande med olika personifikationer med lejon: ryktbarhetens gudinna Fama, segergudinnan Victoria och handelns gud Merkurius. I bassängens mitt var en trekantig marmorpelare, troligen inte högre än fyra meter, med najader vid nederkantens hörn, omgivna av amoriner med respektive en orm, en hund och en fågel. I nischer i pelaren stod de tre stående flodgudarna. Överst på pelaren stod Neptunus med trident på en trekantig bottenplatta som är utsmyckad med ett lejon (styrka) en trana (vaksamhet) och en grip (snabbhet) i lågrelief och som också har tre, ursprungligen vattensprutande, lejonhuvuden i högrelief. Dessa detaljer refererar till kungens dygder och till de tre lejonen i Danmarks statsvapen. Som förebild till brunnen hade Adriaen de Vries Giambolognas Neptunusbrunn i Bologna, men var också styrd av det ikonografiska program från Kristian IV som han erhållit 1615. 
Under kriget mellan Sverige och Danmark 1658-60 invaderade den svenska armén under Karl X Gustav Danmark och härjade då Frederiksborgs slott. Neptunusbrunnen togs som krigsbyte, monterades ned och sändes till Sverige, där skulpturerna magasinerades. Att kungen valde just Neptunusbrunnen sammanhängde sannolikt med att den var uppsatt som minne av Danmarks framgång i Kalmarkriget och av svenskarnas önskemål att demonstrera att Danmarks behärskande av Östersjön hade upphört.
Från 1684 började änkedrottningen Hedvig Eleonora placera ut skulpturer av de Vries, som tagits i Prag 1648 och från Frederiksborgs slott 1659. Förmodligen med hänsyn till Neptunusfontänens ikonografiska program med förhärligandet av Kristian IV, rekonstruerades inte fontänen i ursprunglig form för Drottningholms slottspark. Tanken var först att uppföra en Neptunusfontän utmed lustträdgårdens längdaxel bortom den av Nicodemus Tessin d.y. komponerade Herkulesfontänen. En åttkantig bassäng började anläggas 1695 och blev klar 1703. Ett uppdrag lämnades 1706 till Kaspar Schröder att rita en fontän med Neptunus med treudd som huvudskulptur. Schröder lämnade ett förslag med Neptunus stående på en jonisk kolonn, omgiven av sirener och delfiner. Planerna ändrades och i bassängen placerades i stället fontänen Kronan. Neptunus med treudd, tillsammans med de ursprungliga småskulpturerna av en flodgud, sattes upp på sjöparterren utanför Drottningholms slotts östra långsida. Den andra av huvudskulpturerna, Fama med lejon, sattes inte ut i Drottningholms slottspark, utan fick sannolikt kvarstanna magasinerad. De tre exemplaren av Najad på delfin placerades som delar av Herkulesfontänen och två av de tre tritonerna blev självständiga fontäner i varsin parterr väster om Drottningholms slott. 
Originalskulpturerna, gjutna i ett exemplar enligt cire perdue-metoden, har sedan 1990-talet ersatts med kopior. Av originalskulpturerna finns idag Herkules med treudd, Fama med lejon, Stående flodgud med urna i den version som visar en medelålders flodgud, samt en Najad på delfin i Museum de Vries på Drottningholmsmalmen. 
Frederiksborgs slott förhärjades av en stor eldsvåda 1888, och en ny Neptunusfontän sattes upp i samband med slottets återuppbyggnad. Den danske mecenaten Carl Jacobsen bekostade avgjutningar av originalen. Fontänen anses dock inte vara korrekt rekonstruerad.
Adriaen de Vries gjorde i slutet av sitt liv ytterligare en liknande Neptunusskulptur, Neptunus med treudd och hund, för Albrecht von Wallenstein för en planerad Neptunusfontän i Wallensteinträdgården i Prag. Originalet till denna finns också i Drottningholm, som krigsbyte från trettioåriga kriget.